# 극장판 요괴워치: 탄생의 비밀이다냥!
《극장판 요괴워치: 탄생의 비밀이다냥!》(일본어: 映画 妖怪ウォッチ 誕生の秘密だニャン!)은 2014년 공개된 일본의 애니메이션 영화이다. 레벨파이브의 비디오 게임 《요괴워치 2 원조 / 본가 / 진타》를 원작으로 한다.
2015년 7월 22일 대한민국에서도 공개되었다.

## 한국어판 목소리 출연
- 박경혜: 윤민호
- 홍범기: 위스퍼
- 김현지: 지바냥
- 김율: 윤민구, 백멍이
- 강호철: 부유냥
- 현경수: 마스터냥, 인면견
- 이상범: 우파우파
- 임윤선: 금파
- 김채하: 은파, 민호 엄마, 옥희, 타올라이온
- 권성혁: 동파, 보노보노
- 여윤미: 장세라
- 신용우: 차기웅, 환마장군
- 정선혜: 이선우, 민호 할머니
- 김정훈: 민호 아빠, 접시거북
- 이호산: 용사가면, 얼짱견
- 김새해: 비트, 구미
- 한신: 로보냥
- 김신우: 꿀꺽죠스
- 손수호: 왕대쪽
- 이수진: 낙천동자
- 김가령: 설녀
- 정유정: 불노아씨
- 김지율: 금일동